# 垣内兼次
垣内 兼次（かきうち かねつぐ）は江戸時代初期の豪族。紀伊国有田郡栖原村の豪商垣内太郎兵衛家3代目。房総半島の漁業に進出した。

## 生涯
天正14年（1586年）紀伊国栖原垣内家2代重久の子として生まれた。幼名は藤丸。農業は迂遠だとして、郷民に漁業を訓練させ、家来徳兵衛を駿河国に派遣し、吉原・江尻間で操業させた。数年後豊臣氏が失脚し、浅野氏が紀州藩を治めると、重税のため兼次に従う郷民が増加したという。四国近海に海賊が出没すると、和泉国堺港に人を派遣して刀・槍・弓・銃を買い込み、武装して操業を行った。
浅野長晟に呼ばれ、家老亀田大隅を通じて家禄を打診されるも断った。慶長11年（1606年）10月有田郡沿海漁業の監督を命じられた。
豊臣氏滅亡後治安が安定すると、安房国一帯の漁業に進出した上、海運業にも手を広げ、藩に多額の税を納めた。北は常陸国・下総国、南は日向国・薩摩国にまで漁場を拡大、寛永7年12月20日（1631年1月22日）45歳で病没し、丸山西原に葬られた。

## 親族
- 祖父：垣内武行 - 初代太郎兵衛。
- 父：垣内重久 - 2代目太郎兵衛。慶長17年（1612年）8月15日56歳で病没。諡号は等乗[4]。
- 母：妙海 - 西忠右衛門娘[5]。
- 姉妹 - 西半右衛門妻[5]。
- 姉妹 - 南荘右衛門妻[5]。
- 姉妹 – 浦野若右衛門妻[5]。
- 姉妹 – 北畠佐次右衛門妻[5]。
- 妻：妙円 – 北畠左衛門太夫娘[5]。
- 子：垣内重胤 – 4代目太郎兵衛。